# Структура Армии обороны Израиля
Структура Армии обороны Израиля (ивр. מבנה צה"ל‎) — структура армии Государства Израиль как центральной организации по поддержанию безопасности страны.
Структура много раз изменялась и обновлялась с момента создания Армии обороны Израиля, и даже сегодня АОИ проходит процедуры организационных и структурных изменений .

## Организационная структура
Высшим командным звеном в Армии обороны Израиля является Генеральный штаб, возглавляемый начальником Генерального штаба («раматкаль»). Нынешним начальником Генштаба является генерал-лейтенант Герци Халеви. Согласно Основному закону Израиля об Армии, Армия обороны Израиля находится под контролем правительства Израиля, а министром, отвечающим за армию от имени правительства, является министр обороны. Верхний эшелон командования (то есть члены Форума Генерального штаба) включает начальника Генштаба и его заместителя, начальников управлений Генерального штаба, командующих родов войск, командующих военными округами и руководителей других подразделений или их командиров (такие как: военная прокуратура, Администрация по исследованиями, пресс-секретарь АОИ и другие).
Подразделения Генерального штаба несут ответственность за планирование политики АОИ и её координацию, а также за работу формирований, относящихся к сфере деятельности каждого подразделения. Командиры родов войск несут ответственность за «создание вооружённых сил» (набор, обучение и развитие), а командиры военных округов вместе с начальником штаба и начальником оперативного отдела несут ответственность за активацию сил в их зоне ответственности. В случае авиации и военно-морского флота командиры корпусов также несут ответственность за действия военно-воздушных и военно-морских сил, соответственно, в дополнение к созданию сил. Профессиональная структура Армии обороны Израиля делится на части, называемые корпусами.
Корпус АОИ это военное подразделение, которому поручена определённая профессиональная область. Каждый корпус подчиняется виду вооружённых сил или роду войск. Армия обороны Израиля насчитывает 16 корпусов, которые разделены между 3 родами войск и 6 управлениями Генерального штаба. Каждый солдат АОИ профессионально принадлежит к какому-то корпусу и обычно также проходит обучение внутри корпуса. После обучения силы различных корпусов рассредоточиваются по формированиям АОИ по региональным командованиям, по управлениям Генерального штаба и по родам войск.

## Оперативные подразделения в АОИ

### Полевые корпуса
Полевой корпус (ивр. גיס‎) — подразделение оперативного уровня, подчиненное территориальному военному округу, когда планируется командование регулярными дивизиями и резервными дивизиями в чрезвычайной ситуации. Полевой корпус АОИ — подразделение, не действующее в мирное время.
В АОИ имеется только два полевых корпуса и ими командуют два постоянно назначенных генерал-майора
- Корпус Генштаба
- Северный корпус

### Дивизии
Дивизия (ивр. אוגדה‎) в Армии обороны Израиля — это подразделение оперативного уровня, которое подчиняется территориальному военному округу или корпусу и состоит из трех-пяти бригад.
- Регулярные дивизии
  - 36-я дивизия (Дивизия «Гааш») — танковая дивизия Северного военного округа
  - 162-я дивизия (Дивизия «Ха-Плада») — бронетанковая дивизия Южного военного округа
- Территориальные дивизии
  - 210-я территориальная дивизия (Дивизия «Ха-Башан») — Район Голанских высот
  - 91-я территориальная дивизия (Дивизия «Ха-Галиль») — Северная пограничная дивизия
  - 877-я территориальная дивизия (Дивизия Иудеи и Самарии)
  - 143-я территориальная дивизия (Дивизия «Шуалей ха-Эш»)
  - 80-я территориальная дивизия (Дивизия «Эдом»)
- Резервные дивизии
  - 98-я дивизия (Дивизия «Ха-Эш») — парашютная дивизия
  - 252-я дивизия (Дивизия «Синай»)
  - 146-я дивизия (Дивизия «Ха-Мапац»)
  - 99 дивизия (Дивизия «Ха-Базак»)

## Командная иерархия
Как и любая военная организация, АОИ является иерархической организацией. Командная структура в нём задается иерархией обладателей званий, и каждый иерархический уровень командует подчиненными ему подразделениями и их командирами. В исключительных случаях бывает ситуация, когда люди одного ранга командуют друг другом. Эта ситуация иногда встроена, а иногда возникает в связи с присвоением личного звания офицеру.